# René Follet
Pour les articles homonymes, voir Ref et Follet.
René Follet, dit Ref, né le 10 avril 1931 à Woluwe-Saint-Lambert (province de Brabant) et mort le 13 mars 2020 à Bruxelles (région de Bruxelles-Capitale), est un illustrateur et dessinateur de bande dessinée belge. L'œuvre de René Follet s'inscrit dans la lignée de celle de Pierre Joubert.

## Biographie

### Débuts
René Follet naît le 10 avril 1931 à Woluwe-Saint-Lambert, une commune bruxelloise.
Vers la fin de la Seconde Guerre mondiale, René Follet est inscrit au collège Saint-Michel de Bruxelles.
Grâce à un professeur jésuite auprès de qui il étudie, et qui connaît le créateur de Tintin par Le Petit Vingtième, il a l'occasion de rencontrer pour la première fois Hergé, qui lui donne des conseils et le rassure sur ses capacités à dessiner.
À l'âge de quinze ans, alors que René Follet est encore scolarisé, un ami de son père le met en relation avec une petite agence de publicité. Follet lui fournit les crayonnés pour une série d'une soixantaine de chromos destinés à illustrer le roman de Robert Louis Stevenson L'Île au trésor, sixième album de La bibliothèque du chocolat Aiglon. Ces chromos, qui se trouvaient dans les emballages des tablettes de chocolat, étaient collectionnées par les enfants puis collées dans un album. Simultanément, il illustre des récits d'aventure et de guerre pour le magazine OK.

## Les publications scoutes
Il dessine également pour Plein Jeu, revue des scouts de Belgique dirigée par Jean-Jacques Schellens ; cette revue a fait débuter de nombreux dessinateurs belges : Franquin, Mitacq, Peyo, Will et c'est dans Le Boy-Scout belge, le prédécesseur de Plein Jeu, qu'Hergé créa en 1926 Les Aventures de Totor, C. P. des Hannetons.
René Follet travaille aussi pour Scouts de France, la revue dont Pierre Joubert est l'illustrateur attitré. En 1956, sous le titre Reflets d’histoire sur la loi scoute, il illustre sous son pseudonyme de Ref, les différents articles de la Loi scoute, tout au long des douze pages du calendrier des scouts Baden-Powell de Belgique. Par l'intermédiaire de Joubert, il dessine également au profit des Éditions Alsatia dans la collection « Signe de Piste » ; collaboration qui sera renouvelée dans les années 1980 avec le Nouveau Signe de Piste.
Il s'inscrit dans la lignée de dessinateurs attachés au scoutisme, prenant la relève de l’illustrateur belge Pierre Ickx, qui a inspiré Pierre Joubert, créateur des couvertures de la fameuse collection « Signe de Piste », mais aussi de MiTacq, le dessinateur de La Patrouille des Castors.

## La bande dessinée chezTintinetSpirou
En 1949, à quelques mois d'intervalle, il commence à fournir des dessins parallèlement pour les hebdomadaires belges rivaux Tintin et Spirou. Ces premiers travaux sont des illustrations pour du rédactionnel, des contes, ou encore des nouvelles, mais très vite apparaissent les premières planches de bandes dessinées, d'abord sous le pseudonyme de « Ref », puis sous son véritable nom.
En 1951, Spirou lance Les Histoires vraies de l'oncle Paul. Le temps d'une petite dizaine de récits, René Follet y met notamment en images Le Radeau de la Méduse, La Tranchée des baïonnettes, Mozart. Certains de ces courts récits seront publiés dans les recueils reprenant les meilleures histoires. Dans Tintin ensuite, Follet dessine des récits authentiques en quatre planches, l'équivalent maison des Belles histoires de l'oncle Paul, ainsi que des petites histoires complètes, dont le western Rocky Bill sur un scénario d'Yves Duval. En 1968, il dessine S.O.S. Bagarreur , une histoire maritime dont le scénario est de Maurice Tillieux et qui paraît dans Spirou. En 1974, il crée Ivan Zourine sur un scénario de Jacques Stoquart dans Tintin, c'est sa première série à suivre. En 1977, il participe au Trombone illustré (supplément de Spirou nos 2032 et 2051) en illustrant deux contes courts de Fredric Brown (Le Condamné) et de Shin'ichi Hoshi (Bokko-chan). Entre 1985 et 1987, Spirou publie à nouveau les douze épisodes de 10 planches chacun de la série Les Zingari, créée sur un scénario d'Yvan Delporte pour Le Journal de Mickey et précédemment publiés dans ce magazine entre 1971 et 1973.

### Les crayonnés pour Mitacq et Vance

#### Mitacq
Au début des années 1960, Mitacq dessine deux séries de front, La Patrouille des Castors dans Spirou, et une nouvelle série plus adulte lancée dans Pilote, Jacques Le Gall. Pour arriver à tenir ce rythme de production très soutenu de deux planches par semaine, Mitacq fera régulièrement appel à René Follet, moins surchargé que lui, qui l'aidera en réalisant des crayonnés de planches.
Cette collaboration commence vers 1963, avec la 4e aventure de Le Gall, La Déesse noire, se poursuit avec la seconde moitié du 5e album, Le Secret des templiers, et enfin en 1966 avec le 6e et dernier Le Gall, Les Naufrageurs, où les vingt premières pages sont cosignées Follet + Mitacq. L'encrage final de Mitacq sur ces différentes planches crayonnées ne gommera pas totalement le travail de Follet. Son style, les poses et attitudes des personnages, les visages restent reconnaissables malgré le travail de mise à l'encre.
Lorsque la série Jacques Le Gall cesse, jugée trop classique pour la nouvelle formule du journal Pilote, Mitacq lance alors, dans Le Journal de Spirou, Stany Derval, reporter de télévision. Pour Le Trésor de Montorgueil, première histoire de Derval, parue en 1968, Follet réalise quelques crayonnés. En 1973 sur Les Galops de l'enfer, il cosigne à nouveau avec Mitacq les planches 7 à 10, et 12 à 33.

#### William Vance
René Follet et Vance ont habité longtemps le même quartier de Bruxelles, à Uccle, jusqu'à ce que ce dernier parte s'installer en Espagne. Leur collaboration commence dans les années 1970, sur les séries Bob Morane, Bruno Brazil, puis plus tard ce sera Bruce J. Hawker et les deux premiers volumes de Marshal Blueberry. Follet fournit des crayonnés, des esquisses, des études préparatoires pour certaines cases. Vance va retravailler ces crayonnés, changer la composition, le cadrage, ce qui uniformise le style graphique de l'album, mais fait disparaître l'apport de Follet : contrairement aux collaborations avec Mitacq, ces collaborations ne seront jamais mentionnées dans les albums.

## Les romans illustrés et les collaborations extérieures

### Romans
À l'époque, les hebdomadaires de bandes dessinées publient encore régulièrement des romans qui s'étalent parfois sur plusieurs mois, et qui sont illustrés tour à tour par les différents dessinateurs du journal : pour Tintin, ce sont plus d'une dizaine de romans qui sont ainsi illustrés entre 1952 et 1960. Pour son premier roman, René Follet prend la suite de Paul Cuvelier sur le western Texas Slim d'Artigues. Suivent notamment deux romans sur des scénarios de Jean-Michel Charlier, Samouraïs du soleil noir et surtout Tempête à l'Ouest, une histoire de cow-boys, dont l'intrigue sera réutilisée quelques années plus tard par Charlier pour les premiers albums de la série Blueberry. Enfin chez Casterman, il illustre des romans et des biographies pour les collections « Tous frères », « Les Albums de l'âge d'or » et « Le Rameau vert ». Follet illustre seulement deux romans pour Spirou, sur des scénarios d'Yves Legros (Xavier Snoeck) : en 1953, Les Compagnons de l'Amazonie, et en 1966, Aile rouge contre Étoile Bételgeuse. En 1962, il collabore à une autre publication des éditions Dupuis, Bonnes Soirées, et y réalise, sous le pseudonyme de Ref, des illustrations pour des nouvelles et des romans (dont Le Comte de Monte Cristo en 48 fascicules, en collaboration avec Jijé). En 1953, il retrouve Jean-Jacques Schellens, devenu entre-temps directeur littéraire des éditions Marabout, et il illustre des romans pour leur nouvelle collection destinée aux adolescents : « Marabout Junior ». Pour les éditions Hachette, il illustre des livres éducatifs sur l'apprentissage de la langue française. Pour Claude Lefranc, il crée des bandes dessinées et illustre des livres sur Les Aventures d'Edmund Bell de John Flanders.

### Caravane
À partir d'avril 1958, le bimestriel Vivante Afrique, la revue des Pères blancs missionnaires, inclut dans ses pages un nouveau supplément couleur destiné aux plus jeunes : « Caravane ». Ces pages contiennent à chaque numéro, une ou deux histoires ayant pour cadre l'Afrique : L'Évêque volant, Son enfant va mourir, La Chasse au porc-épic, etc. Follet va y réaliser pendant plusieurs années des dizaines de numéros, avec de superbes illustrations pleines pages en couleur, pour la couverture ainsi que pour la triple page centrale. Parmi les albums, on peut trouver Le Docteur Lumière (à propos du Père Jean-Louis Goarnisson), Casterman, Paris, 1960, dont le Père blanc Armand Duval est l'auteur.

### Le marché néerlandais

#### Pep
De 1964 à 1970, Follet collabore régulièrement à un nouvel hebdomadaire néerlandais de bande dessinée, Pep. Il y réalise des illustrations pour des récits, dont deux illustrations de romans de Jack London : L'Appel de la forêt et Pittah le loup gris.

#### Eppo
Ensuite de 1975 à 1982, il travaille pour l'hebdomadaire néerlandais Eppo. Follet y crée Steven Severijn qui reste à ce jour sa plus longue série de bande dessinée puisqu'elle compte neuf albums, scénarisés successivement par Yvan Delporte, Jacques Stoquart et Gerard Soeteman. Les trois premiers albums sont publiés par Glénat, et les six derniers sont restés longtemps inédits en français, jusqu’à la parution de l’intégrale de la série par les éditions BD Must en septembre 2013. Il s'agit de De Dertiende valk [« Le Treizième faucon »], De Jacht van de E-5 ([« La Mission du E-5 »]), De dochter van de grootvorst [« La Fille du grand-duc »], Rozen voor Mata Hari [« Des roses pour Mata-Hari »], De Cirkel der gerechtigheid [« Le Cercle de justice »] et Cowboys en maffia [« Cowboys contre mafia »]. Steven Severijn s'arrête lorsque Follet se rend compte du peu de succès que la série rencontre auprès du public.

### Décès
René Follet meurt le 13 mars 2020 à Bruxelles, à l'âge de 88 ans.

## Œuvres

### Publications
Pour une bibliographie complète, le lecteur peut se référer à la monographie due à Jozef Peeters, René Follet, un rêveur sédentaire.

#### Illustrations
René Follet a réalisé de nombreuses couvertures et illustrations pour des aventures de Bob Morane, ainsi que pour l'intégrale de Bob Morane, publiés par les éditions Ananké et Lefrancq.

#### Couvertures
- 1988 : Tiger Joe (Tome 1 La Piste de l'ivoire - Tome 2 Le Cimetière des éléphants - Tome 3 Le Mystère des hommes-léopards de Jean-Michel Charlier et Victor Hubinon (éd. Lefrancq)
- 1993 : Bob Morane présente... Jules Verne tome 1 Voyage au centre de la Terre, BD par Luc Dellisse et Claude Laverdure (Miklo) accompagnée d'un CD édition limitée de présentation par Henri Vernes
- 2004 : Les Zombis/Chambre 312 (Bob Morane no 197) (éd. Ananké)
- 2005 : 
  - Le Pays des 4 vents (Éd. de l'Âge d'or) de Herbert et Charles Jadoul  (Spirou 1287-1308)
  - Quatre roses fanées (Éd. Des ronds dans l'O) de Curd Ridel.

#### Bandes dessinées

##### En revues
- Peggy, petit oiseau sans ailes de Yves Duval  (dans La Semaine de Suzette de nov. 56 à mai 1957)
- Tom Sawyer en ballon de Mark Twain illustrations sur posters encartés dans Spirou no 2202/2209 (1980)
- Jean Valhardi - Le Dossier X, scénario André-Paul Duchâteau dans Spirou no 2249/2250 (mai 1981)
- Les Vieux avec Patrick Cauvin dans Spirou no 2450 (mars 1985)
- Une aventure de Till l'Espiègle avec Janssens dans Spirou no 3228 (2000)
- Cilia, la madone des favelas (6 pages) avec Alcante et Gérard dans Spirou no 3251 (septembre 2002)

#### Artbooks
- novembre 2014 : Du crayon au pinceau, Association des Amis de René Follet, éditions Fabard
- Hommages aux grands de la bd, Association des Amis de René Follet, novembre 2015
Scénario, dessin et couleurs : René Follet -  (ISBN 978-2-9550728-1-3),Cet artbook propose une immersion dans le travail de René Follet, et présente des hommages rendus aux grands de la bande dessinée. Avec humilité, humour, et talent, près de 70 illustrations et dessins rendent hommage à 29 auteurs majeurs (Jacobs, Franquin, Vance, Will, Deliège, Gibrat, Roba, Pratt, Gir, …).
- Mouvements, Fabard, coll. « Spirou - Sélection », novembre 2016
Scénario, dessin et couleurs : René Follet -  (ISBN 978-2-9550728-2-0).

### Affiches
- 1999 : spectacle de Vincent Cuvellier : La Mer m'a dit ;
- 2001 : court métrage de Patrice Bauduinet : Bon Appétit ;
- 2003 : film de Carlos Alvarez : Deux aller simple pour Bobadilla ;
- 2006 : court métrage de Psyché Piras : Sirène de lune ;
- 2014 : vente d'œuvres originales à la Galerie Glénat, Paris[28] ;
- 2018 : Festival international du film fantastique de Bruxelles[28].

### Discographie
- Pochette du CD Bob Morane, Le Masque de jade, éditions Big Beat Records/Lombard, collection « la BD en CD » ;
- 2006 : pochette du CD : Jean-Sébastien Bach, Triptyque par l'ensemble La Cetra d'Orfeo[29] ;
- 2007 : pochette du CD : Folias, Folies Baroques par l'ensemble La Cetra d'Orfeo[29].

### Expositions
- René Follet ou le goût de l'aventure, Festival bd BOUM à Blois en 2015[30],[31] ;
- René Follet ou le goût de l'aventure, Centre d’art de Rouge-Cloître, Bruxelles du 19 février au 17 juillet 2016[30].

## Réception

### Prix et récompenses
- 1975 :  Prix Saint-Michel de la découverte pour Ivan Zourine, décerné à Bruxelles[32] ;
- 1998 :  Prix Tournesol, décerné au Festival international de la bande dessinée d'Angoulême pour Ikar t. 2 La Machine à arrêter la guerre[32] ;
- 2003 :   Grand prix du dessin, décerné par la Chambre belge des experts en bande dessinée pour Terreur[33] ;
- 2005 :  Prix d'honneur du festival BD de Huy[33] ;
- 2017 : Grand prix de la critique désigné par l'ACBD[34] pour Les Voyages d'Ulysse, scénario Emmanuel Lepage et Sophie Michel, illustrations Emmanuel Lepage et René Follet.

### Postérité
Selon Patrick Gaumer : « Reconnu par ses pairs comme l’un des plus importants dessinateurs réalistes, à l’instar de Paul Cuvelier ou Jijé, dont il adopte le dynamisme et le savoir-faire, René Follet reste néanmoins injustement méconnu du grand public. ». 

#### Livres
: document utilisé comme source pour la rédaction de cet article.
- Jean Van Hamme, Introduction à la bande dessinée belge, Bruxelles, Bibliothèque royale de Belgique, 1968, 80 p., ill. ; 26 cm (lire en ligne), p. 19[catalogue] publié à l'occasion de l'exposition La bande dessinée en Belgique, Bibliothèque Albert Ier, [Bruxelles], du 29 juin au 25 août 1968.
- Jean-Louis Lechat, Un demi-siècle d’aventures t. 2 : 1970 - 1996, Bruxelles, Le Lombard, 5 décembre 1996, 224 p., ill. ; 31 cm (ISBN 280361233X, OCLC 37995939, BNF 37539082, présentation en ligne), p. 33. .
- Jacques Fiérain, « Follet, René », dans La BD à Bruxelles et en Brabant, Charleroi, Éd. l'Âge d'or, avril 2003, 144 p., ill. ; 31 cm (ISBN 9782960119664 et 2960119665, OCLC 470388171, présentation en ligne), p. 52.
- Jozef Peeters, René Follet : Un rêveur sédentaire, Charleroi, L'Âge d'or, 2007, 175 p. (ISBN 978-2-9600464-6-5 et 2-9600464-6-3). .
- Patrick Gaumer, « Follet, René », dans Dictionnaire mondial de la BD, Paris, Larousse, 2010, 953 p., ill. ; 27 cm (ISBN 978-2-0358-4331-9 et 2-0358-4331-6, OCLC 920924930, présentation en ligne), p. 327-328. .
- François Ayrolles, « René Follet fait danser ses personnages », dans Moments clés du journal de Spirou 1937-1985, Marcinelle, Dupuis, coll. « Patrimoine », 2 mars 2018, 312 p., ill. ; 20,8 cm (ISBN 9782800171142 et 2800171146, OCLC 1034784873, présentation en ligne), p. 107-108.

#### Périodiques
- Jean-Pol Stercq, « La Galerie-photo de Tintin », Tintin, Le Lombard, no 38,‎ 1974.
- Thierry Tinlot, « Follet : Le Feu sacré », Les Cahiers de la BD, no 88,‎ mars 1990, p. 37-39.
- René Follet (interviewé par Christelle et Bertrand Pissavy-Yvernault), « René Follet : un artiste à nu », La Lettre de Dargaud, Dargaud, no 25,‎ septembre-octobre 1995, p. 16-17
- René Follet (interviewé par Frank), « L'invité de Frank : René Follet », DBD, no 3 (cahier no 2),‎ juin 1999, p. 44-48.
- René Follet (interviewé par Fabien Tillon), « Follet pasteurisé », Bodoï, LZ Publications, no 88,‎ 29 juillet 2005
- Jean-Pierre Fuéri, « La Galerie des illustres », Spirou, Dupuis, no 3739,‎ 9 décembre 2009.
- Emmanuel Lepage, « L'hommage d'Emmanuel Lepage », dBD, no 143,‎ mai-juin 2020, p. 32-33.

#### Articles
- Gilles Ratier, « René Follet, le flamboyant… (première partie) », BDzoom,‎ 7 octobre 2014 (lire en ligne).
- Gilles Ratier, « René Follet, le flamboyant…(2ème partie) », BDzoom,‎ 14 octobre 2014 (lire en ligne).
- Gilles Ratier, « Hommage à René Follet », BDzoom,‎ 28 décembre 2017 (lire en ligne).

### Association des Amis de René Follet - AARF
- En janvier 2014, à l'initiative d'une poignée de collectionneurs, l'association des Amis de René Follet est créée, elle a un triple objectif : diffuser l’œuvre de René Follet — par l'édition de livre —, promouvoir le talent de cet artiste en organisant des expositions et de fédérer les amateurs.Francis Matthys, « René Follet, illustrateur né », La Libre Belgique,‎ 22 mai 2016 (lire en ligne, consulté le 14 janvier 2023).